# Caeruleum
Caeruleum — рід грибів родини Acarosporaceae. Назва вперше опублікована 2012 року.

## Класифікація
До роду Caeruleum відносять 2 види:
- Caeruleum heppii
- Caeruleum immersum